# Desaparición de Melanie Ethier
Melanie Ethier (nacida el 25 de diciembre de 1980) era una joven afrocanadiense que desapareció en septiembre de 1996, a los 15 años de edad, en New Liskeard, ciudad de la provincia de Ontario.

## Trasfondo
Melanie Ethier era una estudiante notable, con notas de matrícula de honor, que estudiaba en la École secondaire catholique Sainte-Marie de New Liskeard (Ontario). Ethier ha sido descrita como "la sal de la tierra" y con una "personalidad encantadora". Era hija de Celine Ethier, cuya familia se trasladó a la zona de New Liskeard cuando ella tenía seis años. Actuaba como una "segunda madre" de su hermana pequeña, Jessie, que tenía cinco años en septiembre de 1996. Era una de las tres únicas niñas negras de la comunidad. El padre de Ethier, con quien no tenía ninguna relación, era de Botsuana y conoció a su madre mientras asistía a una escuela minera en la vecina Haileybury, pero fue trasladado a otra escuela durante el embarazo y regresó a África una vez finalizados sus estudios.
En el momento de su desaparición, la población total de New Liskeard y sus comunidades vecinas era de unos 11 000 habitantes. Ethier trabajaba en una guardería local, la Garderie Richelieu, y aprendía defensa personal con una amiga de la familia. La Garderie Richelieu en la que trabajaba estaba anexa a su instituto; Ethier abría el local por la mañana temprano, iba al colegio, volvía después de clase para ayudar a los niños más pequeños a bajar del autobús y se quedaba hasta que cerraba por la noche. La madre de Ethier también trabajaba en la guardería mientras cursaba estudios universitarios en Sudbury.
En septiembre de 1996, Ethier medía 1,70 m, pesaba unos 65 kg y tenía los ojos marrones y el pelo negro, largo y en trenzas. No se le había diagnosticado ninguna enfermedad mental y no tomaba ningún medicamento, y los amigos que la conocían en el momento de su desaparición no creen que padeciera una enfermedad no diagnosticada.

## Desaparición

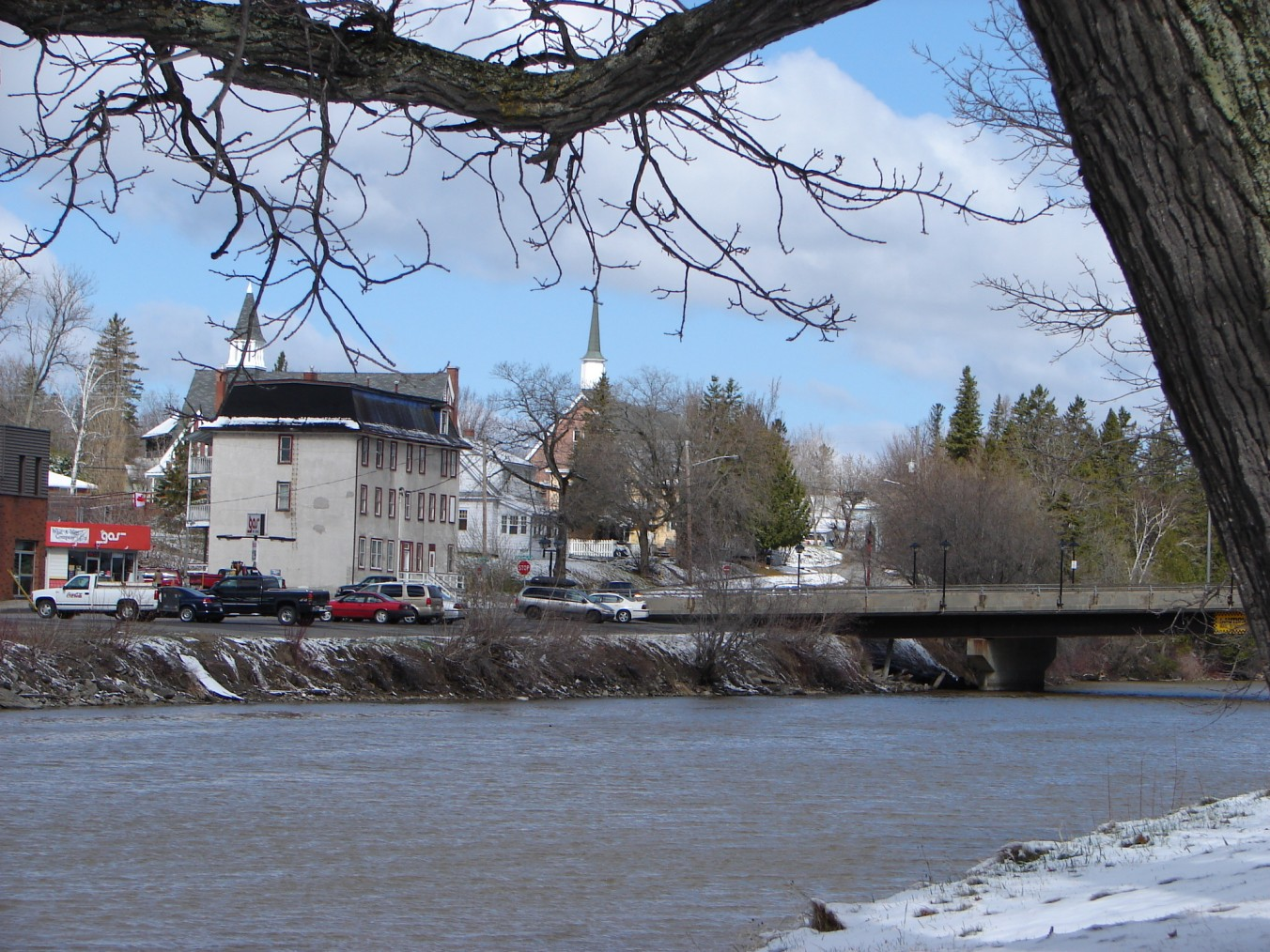
Ethier fue vista por última vez cruzando hacia el lado sur del puente de Armstrong Street (derecha).

La mañana del sábado 28 de septiembre de 1996, Ethier visitó la casa de una amiga íntima de su madre, Sylvie Chartrand. Sólo Ethier, Chartrand y Steffany, la hija de seis años de Chartrand, estaban presentes en la casa, ya que Denis Léveillé, la pareja de Chartrand, y Jason, el hijo de ésta, se encontraban fuera de la ciudad. Durante la visita, Ethier se rompió una uña, lo que provocó su disgusto. 
Chartrand especuló más tarde con que la decepción de Ethier por su uña rota se vio agravada por las dificultades económicas de la familia, ya que su coche estaba averiado y el servicio telefónico de su casa se había cortado el día anterior por impago de facturas. Ethier salió de casa y se dirigió al centro, donde se encontró por casualidad con su mejor amiga en una parada de autobús frente a la Biblioteca Pública de New Liskeard. Su amiga, que había estado haciendo los deberes en la biblioteca, decidió abandonar pronto sus tareas escolares y reunirse con Ethier.
Las dos chicas visitaron varios locales de New Liskeard, entre ellos un Pizza Pizza donde almorzaron. Mientras comían, Ethier dejó flotar la idea de hacerse profesora y trabajar como voluntaria en Botsuana, el país del que era originario su padre. Ethier compró velas, glaseado, corazones de caramelo y un molde nuevo para hacer una tarta para el cumpleaños de su abuela, que se iba a celebrar al día siguiente, antes de que sus abuelos se marcharan de la ciudad. La pareja también visitó una casa en la cercana Dymond para recoger dinero de alguien a quien Ethier había hecho de canguro. En algún momento, las chicas se reunieron con el novio de Ethier, Neil Fortier, con quien llevaba saliendo tres semanas; y con sus amigos Dave Bromley, Jay Denomme y Ryan Chatwin. Fortier describió a Ethier como alguien de "buen humor" ese día y esa noche.
El grupo se detuvo en un videoclub sobre las 21-21:30 horas y alquiló la película Muerte súbita. A las 22 horas de esa noche, el grupo llegó a casa de Ethier para ver la película. La madre de Ethier estaba pasando un rato con la abuela de Melanie en su salón y sugirió que su dormitorio era demasiado desordenado para recibir invitados. Aunque les dio la opción de ver la película en su dormitorio, Ethier dijo a los adolescentes que tendrían que ver la película en otro lugar y abandonaron la residencia. El grupo intentó ver la película en casa de la entonces novia de Bromley, Samya Benchabi, que no pudo recibirlos porque su familia estaba preparando una mudanza, pero se unió brevemente a ellos mientras caminaban hacia otra casa. Benchabi abandonó al grupo cuando llegaron al puente de Armstrong Street, momento en el que regresó a su casa. La amiga de Ethier se quejó de que el aire se había vuelto frío en ese momento.
Poco después de las 22 horas, el grupo se trasladó a una casa de Pine Avenue donde vivía Ryan Chatwin. Los padres de Chatwin estaban presentes en la casa, pero permanecieron en su dormitorio. Bromley regresó a casa en ese momento. La casa estaba a unos diez o doce minutos a pie de la casa de Ethier, o a unas seis manzanas. Según los presentes, los adolescentes vieron la película tranquilamente en el sótano mientras los padres de Chatwin dormían en el piso de arriba, y no consumieron alcohol ni drogas esa noche; los investigadores han declarado que creen que esto es cierto.
Antes de que terminara la película, Denomme salió de la casa hacia las 0:30-1:00 y regresó a casa. La amiga de Ethier también salió temprano para ir a Haileybury, también hacia esa hora. Al salir de casa, se encontró con un vehículo sospechoso que se acercó lentamente a ella mientras cruzaba un cruce, como si la estuviera evaluando. La chica se sintió tan desconcertada por el incidente que huyó del lugar hasta el siguiente cruce, junto al puente de Armstrong Street, que estaba mejor iluminado. Siguió el mismo camino que Ethier hasta la casa de Melanie, donde los abuelos de Ethier la esperaban para llevarla a casa. Llegó a la residencia de Ethier poco antes de la una de la madrugada y vio los últimos minutos del programa semanal Saturday Night Live antes de que la llevaran a casa. 
El vehículo con el que se encontró ha sido descrito como un Chevrolet Monte Carlo blanco o de color claro o un modelo similar de dos puertas con signos de estar en mal estado, incluida una mancha gris en el lado derecho que probablemente ocultaba un agujero u otros daños. La testigo cree que los ocupantes eran dos adolescentes u hombres jóvenes, pero que no recuerda haber vuelto a ver el coche. En el momento de su marcha, sólo quedaban tres personas en la casa: Ethier, Fortier y Chatwin.
El último avistamiento confirmado de Ethier se produjo en torno a las 01:30-02:00 del 29 de septiembre de 1996, cuando salió de casa de su amiga y comenzó a hacer el recorrido de unos mil metros hasta su casa sola y a pie. No era habitual que Ethier caminara sola hasta su casa, pero sin servicio telefónico no podía llamar a casa para que la llevaran. Uno de los chicos la acompañó hasta la puerta y la vio caminar hacia el oeste por Pine Avenue East. En ese momento, llevaba un cortavientos Nike verde, una camiseta blanca con el logotipo de Pepe en forma de corazón azul, unos vaqueros azules, un cinturón negro con hebilla plateada, unas botas negras de tacón bajo, un collar y un reloj.
La ruta de Ethier la habría llevado a través de tres cruces, sobre el puente de Armstrong Street, más allá de una gasolinera y un edificio de apartamentos, por un callejón trasero o por una carretera principal y, finalmente, hasta la parte superior de Church Street, donde se encontraba la residencia de Ethier. Según familiares y amigos, Ethier normalmente prefería utilizar el callejón trasero cuando realizaba este trayecto. El puente era el único tramo de la ruta de Ethier que estaba bien iluminado, y la calle habría estado razonablemente transitada incluso a la hora tardía en que se la vio cruzarlo. Después del puente, el último tramo de su camino a casa pasaba por una callejuela mal iluminada donde se encontraba el videoclub que había visitado antes ese mismo día. Aquella noche el tiempo estaba despejado, y como sólo habían pasado dos días desde la luna llena anterior, se cree que habría habido algo de luz natural a lo largo de la ruta de Ethier.
Celine se percató de la ausencia de su hija a la mañana siguiente, cuando el despertador de Melanie la despertó a las 06:00 o 07:30 y descubrió que su hija no estaba en su dormitorio. Como no era raro que Melanie pasara la noche en casa de su amiga, Celine volvió a acostarse y no se despertó hasta las 8 o 9 de la mañana. Los abuelos de Melanie llegaron a la casa a las 10 para celebrar el cumpleaños de su abuela, momento en el que se suponía que Melanie habría terminado de preparar la tarta para la que había comprado materiales el día anterior. 
Celine no sospechó inmediatamente que algo fuera mal debido a la costumbre de Melanie de comportarse de forma responsable, pero se alarmó cuando quedó claro que Melanie no había llegado a casa la noche anterior. Celine y su padre condujeron hasta Tim Hortons para comprar una tarta y llamar a los alrededores con la esperanza de localizar a Melanie, donde se enteró de que su hija había abandonado la residencia Chatwin en dirección a su casa. Melanie tampoco acudió a la guardería como estaba previsto, por lo que su madre llamó a la policía de New Liskeard sobre las 13 horas para denunciar su desaparición.

## Investigación

### Búsquedas iniciales
La búsqueda de Melanie comenzó la tarde del domingo 29 de septiembre de 1996, en torno a las 14:30-15:00. La policía de New Liskeard envió agentes a la residencia de Ethier e inició una búsqueda en la zona alrededor del puente de Armstrong Street y a lo largo de las orillas del río Wabi pocas horas después de que se denunciara su desaparición. El lunes 30 de septiembre, la policía local solicitó ayuda a la Policía Provincial de Ontario (OPP); un helicóptero de Sudbury, un equipo canino de la policía de North Bay y un perro de búsqueda y rescate de la Oficina del Jefe de Bomberos de Ontario fueron enviados para ampliar la búsqueda alrededor de Pine Avenue, al igual que un equipo de búsqueda y rescate de emergencia de la OPP y un helicóptero de Ontario Hydro al día siguiente (martes 1 de octubre). También se unió a la búsqueda un psíquico con experiencia en investigaciones policiales.
Más de una docena de policías y bomberos voluntarios recorrieron las zonas en las que Ethier había sido vista por última vez, y las fuerzas policiales de todo Ontario fueron alertadas de la desaparición. Aunque las autoridades realizaron un sondeo puerta a puerta, no se registró ninguna vivienda de la zona. La policía declaró que había comprobado todos los vídeos de cámaras de vigilancia grabados a lo largo de la ruta de Ethier la noche en que desapareció, así como el registro de visitantes del Wheel Inn Motel, cerca de Pine Avenue. Dos agentes de policía de New Liskeard fueron asignados para dirigir la investigación, y se les unieron dos detectives de la Unidad de Delitos Graves de la OPP en Orillia durante la primera semana de octubre. La policía interrogó a todos los amigos que estaban con Ethier la noche de su desaparición. En los días siguientes, la policía vigiló a tres chicas de la localidad que podrían haber sido el objetivo de un ataque contra Ethier. Estas chicas, otras adolescentes de la zona y una bailarina exótica de Notre-Dame-du-Nord muy parecida a Ethier fueron vistas ocasionalmente por testigos y denunciadas por error a la policía.
El fin de semana del 5 y 6 de octubre, una semana después de la desaparición de Ethier, el 424 Escuadrón de Transporte y Rescate realizó ejercicios de entrenamiento en la zona y también participó en la búsqueda. El martes 8 de octubre, un equipo de búsqueda y rescate submarino inició una búsqueda de tres días en el río Wabi, entre el puente de Armstrong Street y el lago Temiskaming, aunque los depósitos de arcilla del río redujeron su visibilidad y les obligaron a buscar únicamente con el tacto. En algún momento, también se utilizó un avión de transporte militar Lockheed C-130 Hercules para buscar en la zona. A mediados de octubre, el caso de Ethier se incluyó en Crime Stoppers y se imploró a la población que llamara por teléfono para dar pistas que pudieran ayudar a los investigadores a localizarla.
Los equipos de búsqueda no pudieron encontrar ningún indicio que indicara de dónde había desaparecido Ethier o a dónde se la habían llevado. Oficialmente, no se ha recuperado ninguna prueba del caso, aunque, según la familia, la policía podría haber recuperado un único objeto el primer día de la búsqueda, que nunca se hizo público. Las declaraciones de la OPP a los medios de comunicación dejaron claro que los detectives creían que Ethier no tenía motivos para abandonar la comunidad y sospechaban que se trataba de un crimen. La policía nunca recuperó ninguna grabación de seguridad de la tienda Night Owl, situada a una manzana de la residencia de Pine Avenue. Poco después de la desaparición de Ethier, se colocaron carteles de persona desaparecida y vallas publicitarias con su foto en New Liskeard y las comunidades circundantes; algunos de estos todavía permanecían en su lugar incluso en 2020, y otros han sido reemplazados desde entonces. Una valla publicitaria particularmente conocida fuera de Latchford empareja una foto de Ethier con la pregunta: "Sabes lo que me pasó - Así que, ¿por qué no ayudas?".
Celine y voluntarios de la comunidad, entre ellos Jay Denomme, uno de los chicos presentes la noche de la desaparición, distribuyeron carteles en New Liskeard y comunidades tan lejanas como Timmins, Ottawa y Montreal. Ethier también escribió una carta al director publicada en un número de noviembre del periódico Temiskaming Speaker y envió información sobre Melanie a medios de comunicación de Toronto con la esperanza de mantener la atención sobre el caso. ChildFind, una organización benéfica nacional dedicada a la búsqueda de niños desaparecidos y al apoyo a sus familias, había empezado a difundir información sobre Melanie y su desaparición por todo Canadá en diciembre de 1996.

### 1997–1998
Dos agentes asignados al caso a tiempo completo, el sargento de la policía de New Liskeard Dwight Thib y el detective de la OPP Bill Deverell, empezaron a volver a interrogar a los testigos a principios de 1997 para agotar todas las pistas posibles del caso. El inspector de la OPP Pete Burns se hizo cargo del caso en septiembre de 1997, y Thib se reincorporó a sus tareas policiales habituales el 25 de febrero de 1998. El grupo de trabajo dedicado a la búsqueda de Ethier se disolvió oficialmente en 1998, pero tanto Thib como Deverell siguieron trabajando en el caso cuando aparecieron nuevas pistas. Deverell declaró posteriormente que siguió trabajando en el caso hasta el día de su jubilación, el 31 de diciembre de 2002; Thib siguió trabajando en el caso hasta que fue adscrito a la OPP en 2007. En el transcurso de su investigación, los dos agentes interrogaron a cientos de sospechosos y personas de interés. La OPP llevó a cabo otra búsqueda de Melanie el 26 de abril de 1999, centrándose en la zona de Dawson Point, al este de New Liskeard, que no había sido investigada anteriormente. En el verano de 2000, la policía se incautó de material del vertedero de McGarry como parte de la investigación.
Poco antes de las Navidades de 1996, la organización Tri-Town Region Crime Stoppers duplicó la recompensa ofrecida a quien pudiera resolver el caso, elevando su valor a 2 000 dólares; en diciembre de 1998, la recompensa aumentó a 25 000 dólares.

### Últimos años
New Liskeard se fusionó con la ciudad de Temiskaming Shores en 2004, uniéndose a las comunidades vecinas de Haileybury, Dymond y North Cobalt. La OPP se hizo cargo de la aplicación de la ley en la comunidad en 2007. Jennifer Smith, agente de la OPP, admitió posteriormente que algunos de los datos facilitados a la policía de New Liskeard sobre el caso podrían no haberse transmitido durante el traspaso de funciones.
En 2010, un testigo presencial de Ethier cruzando el puente de Armstrong Street se hizo público, y en 2021 se publicaron más detalles del avistamiento. Según el testigo, ella y su marido conducían por el puente cuando ambos vieron a una adolescente negra caminando hacia el sur por la acera este. La noche estaba despejada y no vieron vehículos ni otros peatones en el puente. En el momento del avistamiento, la chica estaba más cerca del extremo norte del puente. La testigo comentó que la chica parecía demasiado joven para estar sola por la noche, pero que caminaba tranquila a paso normal, mientras que su marido comentó que no sabía que hubiera chicas negras en New Liskeard. Aunque la testigo creía que el pelo de la chica podía llevar rastas, es posible que identificara mal las extensiones trenzadas que llevaba Ethier. No denunció el hecho a la policía hasta 1997 o 1998, cuando vio la foto de Ethier. El chivatazo no se registró debidamente en los archivos policiales y no se investigó hasta la década de 2000, cuando el testigo se dirigió directamente a Celine, momento en el que se instó a la policía a que volviera a examinar el avistamiento. La policía declaró que no tuvo conocimiento del relato de esta testigo hasta 2008.
Un segundo testigo se presentó en 2008-2009 para declarar que había visto a Ethier en el puente de Armstrong Street esa noche. Según el testigo, habían estado en la King George Tavern, situada a dos manzanas del extremo sur del puente, hasta alrededor de la 01:00, cuando recogieron comida y café en un restaurante cercano, Norm's Forum. Mientras su amigo les llevaba a casa, la testigo vio a una chica cerca de la mitad del puente, sobre las 01:45-01:50. Desde el asiento trasero, la chica se acercó a su amigo y le dijo que la había visto. Desde su asiento trasero, la testigo vio a la chica caminando por la acera oeste del puente cuando un coche se detuvo y dos jóvenes salieron del vehículo. Los chicos acorralaron a la chica y la obligaron a entrar en su vehículo antes de marcharse a toda velocidad. La testigo recuerda que el vehículo era un pequeño sedán azul o claro, pero no recuerda el aspecto de la chica que vio. Rob Matthews, detective de la policía, ha expresado sus dudas sobre la autenticidad de esta versión de los hechos y ha declarado que los informes de los medios de comunicación sobre avistamientos similares han provocado una afluencia de pistas no creíbles de personas que afirman haber visto un secuestro en el puente.
Otro testigo, que había vivido en Rebecca Street, justo al lado de Pine Avenue y cerca de Doc's, llevó su historia a la policía en 2019. En una entrevista de 2021, esta testigo (conocida por el público solo como "Denise") reveló que alrededor de la 01:45 del 29 de septiembre de 1996 estaba haciendo tareas escolares en su habitación cuando escuchó a una  joven gritando afuera. Aunque en un principio hizo caso omiso de los gritos, unos 45 segundos después oyó más gritos y se asustó. Tras comprobar que la puerta de su casa estaba cerrada, la testigo se asomó a su mirilla y vio tres siluetas de personas corriendo calle abajo en dirección a Pine Avenue, pero ningún vehículo ni faro. Su marido, que también estaba en casa en ese momento, no presenció el suceso ya que estaba durmiendo.
En 2020, la OPP desclasificó partes del relato de la amiga de Ethier sobre la noche, en el que describía que le había asustado un vehículo al salir de la residencia de Pine Avenue. Esta amiga, que permanece en el anonimato, solo ha hablado dos veces con los medios de comunicación sobre su experiencia y desde entonces se ha trasladado al extranjero.
La publicación de The Next Call, un podcast sobre el caso de Ethier realizado por el creador de Someone Knows Something, llevó a otro testigo a presentarse en 2021. Según la policía, el testigo masculino anónimo era desconocido para los investigadores antes de ponerse en contacto con ellos tras escuchar el podcast. El chivatazo llevó a la policía a Larocque Field, en North Cobalt, a unos 10 km de la última ubicación conocida de Ethier, donde agentes de la OPP y el Equipo de Respuesta a Emergencias del Noreste inspeccionaron el lugar con la ayuda de perros rastreadores y drones del 12 al 14 de octubre de 2021. El terreno, muy boscoso, dificultó la búsqueda de pruebas, y la policía sugirió que tendrían que programar días adicionales para seguir buscando en la zona.

### Estado posterior
La investigación policial sobre la desaparición de Ethier ha permanecido activa desde 1996. La investigación está actualmente a cargo de la Subdivisión Temiskaming de la OPP en colaboración con la Unidad de Delitos de la OPP, y está dirigida por el oficial superior Detective Inspector Rob Matthews. y la detective principal Investigadora Kori Betts; la Sargento Detective Lisa Laxton, que fue investigadora principal del caso antes de 2021, está ahora empleada por la policía como Coordinadora de Investigaciones. La provincia de Ontario ofrece actualmente una recompensa de 50 000 dólares por información que conduzca a la detención o condena de los responsables de la desaparición de Ethier.
Toda la información de la OPP sobre el caso se ha subido a Powercase, un importante sistema de gestión de casos de reciente implantación que alerta a los detectives sobre detalles similares en otras investigaciones y que podría vincular la desaparición de Ethier a una ola de crímenes más amplia. Las pistas generadas por este sistema han dado lugar a varias excavaciones en la zona de Temiskaming que no han permitido descubrir los restos de Ethier. En 2010, la OPP declaró haber recibido más de 700 pistas de 500 testigos relevantes para el caso Ethier, así como tener más de 300 personas de interés; en 2020, estaban recibiendo una media de 2-3 pistas al mes sobre el caso. La OPP también ha dejado constancia de que hacen un seguimiento de las pistas que les ofrecen los psíquicos, aunque en 2021 el detective inspector Rob Matthews dijo que un psíquico en particular que publica con frecuencia en YouTube afirmando estar en contacto con el espíritu de Ethier no ha "creado más que problemas" para los investigadores.
Celine dijo a los periodistas en 2017 que ya no creía que su hija siguiera viva, y en una entrevista de 2021 afirmó que se sentía así desde el tercer día de la búsqueda. Los investigadores también creen que Melanie Ethier ha fallecido.

## Teorías
Las hipótesis sobre lo ocurrido a Ethier son en su mayoría especulativas, ya que el público no conoce casi ninguna prueba. La OPP ha revelado muy poca información con la esperanza de preservar la integridad de su investigación. La teoría que defiende la OPP es que Ethier fue alejada de la zona de búsqueda en un coche la noche de su desaparición, bien secuestrada por un desconocido o bien introducida en el vehículo por alguien que conocía. La búsqueda se complica por la autopista transcanadiense, que pasa por la comunidad y hace más probable la posibilidad de un asalto aleatorio por alguien ajeno a la comunidad.
La sugerencia de que Ethier fuera secuestrada por su padre, del que estaba separada, ha sido descartada por la OPP, que lo ha eliminado como sospechoso. Celine ha criticado la improbable teoría de que su hija fuera obligada a entrar en una red de tráfico sexual. Un familiar de Ethier afirmó haber sido contactado por la Real Policía Montada de Canadá en Canmore, Alberta, en 2005 para alertarles de que un hombre bajo su custodia había reivindicado la autoría del crimen, pero había muerto por suicidio. Una teoría que postula que Ethier cayó al río Wabi y se ahogó ha sido descartada por su familia, ya que sabía nadar y nunca se recuperaron restos del río.
Entre los posibles lugares de interés para la investigación se encuentran la península de Dawson's Point, investigada por la policía tras recibirse un aviso de que Ethier estaba enterrada allí; Mowat Landing, donde varios sospechosos afirmaron haber pasado el fin de semana pescando; un cementerio de North Cobalt, donde se encontró una lápida casera con la inscripción "Descanse en paz Melanie Ethier"; y un puente en la carretera entre New Liskeard y Rouyn-Noranda, otro lugar donde supuestamente fue enterrado su cuerpo. Celine considera que el cementerio de North Cobalt es el lugar más probable donde podría estar enterrado el cuerpo de Melanie, ya que uno de los sospechosos, Denis Léveillé, trabajó en el cementerio y conocía bien los alrededores. En 2010, el documental de televisión Chasing Ghosts sugirió que Ethier podría ser uno de los más de 600 difuntos no identificados cuyos restos se conservan en depósitos de cadáveres y cementerios canadienses.

### Asesinato de Louis Gauthier
En abril de 1996, Louis Gauthier, de 47 años, había sido asesinado en Thornloe, veinte minutos al norte de New Liskeard, por dos menores: Michael Lafreniere (identificado en los documentos judiciales como "M.L."), con quien Gauthier había mantenido una relación sexual; y su medio hermano, Robert Goulet, de 17 años (identificado en los documentos judiciales como "R.G." y a veces recogido en los medios de comunicación como "Robert Laffrenier"). El tío de los chicos, Gregory Crick, ayudó a planear el ataque. Crick sospechaba que Goulet estaba atrayendo una atención no deseada hacia su familia y que había informado a la policía de su implicación en el asesinato de Gauthier. Goulet desapareció en New Liskeard el 6 o el 8 de noviembre, en lo que en aquel momento parecía otra desaparición de un adolescente. El cadáver de Goulet fue hallado en una gravera de Hilliardton en abril de 1998, y finalmente se determinó que había sido apuñalado por Lafreniere o Crick. El hermano superviviente y Crick fueron detenidos por el asesinato de Gauthier en diciembre de 1996.
Nunca se estableció formalmente ninguna relación entre el asesinato de Gauthier y la desaparición de Ethier. Los investigadores -incluido el detective de la OPP Bill Deverell, que trabajó en ambos casos; el entonces jefe de policía de New Liskeard Doug Jelly; y el detective inspector de la OPP Rob Matthews, oficial superior en el caso a partir de 2021- han negado cualquier conexión. Sin embargo, una adolescente que estuvo encarcelada en un centro de detención de menores con Lafreniere en 1998 dijo que él confesó haber asesinado a Ethier; desde entonces él ha negado cualquier implicación. Según la policía, Goulet asistió a una fiesta en octubre o principios de noviembre de 1996 en la que supuestamente admitió haberse deshecho de un cadáver metiéndolo en una trituradora de madera. Las escuchas telefónicas utilizadas por la policía para vigilar a Crick, Goulet y Lafreniere no produjeron ninguna prueba que sugiriera su implicación en el caso Ethier. La película Fargo, estrenada la primavera anterior, puede haber inspirado los rumores de que el cadáver de Ethier fue destruido con una trituradora de madera.

### Denis Léveillé
Un amigo de la familia Ethier, Denis Euclide Léveillé, llegó a ser sugerido como probable sospechoso en el caso. Léveillé mantenía una larga relación con Sylvie Chartrand, mejor amiga de la madre de Ethier, manteniendo una relación durante 37 años hasta su muerte en 2016. El hijo y la hija de Chartrand eran de edades cercanas a las de Ethier y su hermana Jessie, respectivamente, y se les ha descrito como hermanos entre sí. Léveillé trabajaba como perforador en minas, y a veces dejaba New Liskeard durante hasta cuatro meses para trabajar en lugares lejanos como los Territorios del Noroeste, Mongolia, Chile y partes de África. Medía 1,73-1,75 m. y pesaba unos 130 kg, y en 1996 alternaba entre conducir una camioneta blanca o gris y el pequeño coche gris de cuatro puertas de su madre.
Según contó Léveillé a su compañera sentimental, de niño había sufrido abusos sexuales por parte de varios jóvenes, entre ellos niñeras. También sufrió abusos físicos por parte de sus padres, ambos bebedores empedernidos y negligentes con los hermanos de Léveillé, que le dejaban a su cargo. Léveillé resultó herido en un choque frontal el 17 de junio de 1990, cuando su vehículo fue embestido por una joven que conducía en estado de embriaguez. 
Sufrió daños en la espalda, las piernas y los dedos de los pies, y a consecuencia del accidente necesitó placas de compresión dinámica y un corsé ortopédico para caminar, aunque lo hizo con dificultad y siguió perdiendo movilidad con el tiempo. Aunque se le concedieron 600 000 dólares en un juicio civil en 1993, Léveillé siguió viviendo con dolor crónico y se le administraron diversos analgésicos, incluido OxyContin, antes de recurrir a otras sustancias como la cocaína, el cannabis y el Percocet para tratar el dolor. Gran parte del dinero que Léveillé recibió de su juicio civil se invirtió en un negocio que más tarde fracasó, lo que le obligó a volver a trabajar en la industria minera a pesar de su discapacidad.
El fin de semana de la desaparición de Ethier, Léveillé y su hijastro, Jason, habían dicho a su pareja que se iban de pesca fuera de la ciudad con André, hermano de Léveillé, y Joel, amigo de Jason. Más tarde, Léveillé dijo que era mentira y que ese sábado habían asistido a una competición de motocross en North Bay. André era corredor de motocross, y en aquella época había varias pistas de carreras activas en la zona. Esta coartada fue corroborada más tarde por Jason en una entrevista en 2021, aunque también dijo que su recuerdo de ese fin de semana es irregular debido al trauma de perder a Ethier.
Andre ha negado recordar dónde habían ido ese fin de semana. Joel ha dicho que estaba en una gran fiesta en casa en New Liskeard ese fin de semana, y si hubieran asistido a una competición de motocross sólo habría sido un viaje de un día. En algún momento, Léveillé le dijo a su pareja que había pasado algún tiempo en un bar ese fin de semana sin Jason o Joel. Volvieron a casa en algún momento entre las 12 y 16 horas del 29 de septiembre. Esa tarde, Léveillé dijo a varios vecinos que estaba colaborando en la búsqueda e incluso pidió prestado el perro de su amigo para ofrecer sus servicios a la policía, lo que los investigadores han confirmado como cierto.
Al día siguiente de que se denunciara la desaparición de Ethier, su abuela tuvo un encuentro inquietante con Léveillé cuando éste entró en el sótano de la residencia de Ethier para fumar un cigarrillo, lo que ella consideró extraño ya que nunca antes había bajado allí y Celine no permitía fumar en su casa. A los tres días de la investigación, Léveillé comentó a la abuela que la persona que había hecho daño a su hija tenía que ser muy fuerte, ya que ella era capaz de defenderse, y para demostrarlo, Léveillé le mostró a la abuela unas marcas profundas de uñas en los brazos que, según él, Ethier se había hecho mientras jugaban a pelearse. 
En ese momento, Celine empezó a sospechar mucho de Léveillé, ya que, según su propia versión de los hechos, había salido de la ciudad el viernes anterior a la desaparición de Ethier y sólo había regresado después de que se denunciara su desaparición, por lo que era imposible que se hubiera encontrado con Ethier la mañana en que ella había visitado su casa. Cuando se le presionó, Léveillé dijo a Celine que había visto a su hija trabajando como estríper en la cercana Notre-Dame-du-Nord, aunque más tarde se descubrió que se trataba de una mujer negra que tenía un leve parecido con Ethier. En los años siguientes a estas interacciones, Celine distanció a su familia de Léveillé por sus sospechas. En dos ocasiones llamó a Celine mientras estaba en la habitación de un hotel amenazando con suicidarse. En ambas ocasiones, Ethier atendió a Léveillé creyendo que estaba dispuesto a confesar su papel en el caso, pero no lo hizo.
Otras personas que conocían a Léveillé también han expresado sus sospechas sobre los arañazos que tenía en el brazo, que se extendían desde la muñeca hasta el codo. Chartrand recuerda que él le enseñó las marcas la tarde siguiente a la desaparición de Ethier, diciendo que se las había hecho mientras jugaban a pelearse, aunque no entendía cuándo se habrían visto, ya que las marcas parecían recientes. Más tarde, ese mismo día, Léveillé le dijo a su vecina, Jocelyn Martel, que las marcas se las había hecho al rozar con unas ramas mientras buscaba a Ethier en el bosque. Martel calculó que las marcas tenían uno o dos días, ya que apenas empezaban a formarse costras, y creyó que se las había hecho al arañarse con las uñas. Ninguno de los hijos de Léveillé cree haberle visto jugar a pelearse con Ethier.
Léveillé tenía un largo historial de insinuaciones sexuales a menores, aunque no todos en su vida eran conscientes del alcance de este comportamiento. Su pareja conocía al menos un par de ocasiones en las que se había insinuado a las amigas de su hija, y algunos amigos sabían que era un pedófilo. Lionel Martel, el mejor amigo de Léveillé, declaró posteriormente a los medios de comunicación que había advertido a su amigo de que no se insinuara sexualmente a las adolescentes y que, más tarde, Léveillé mencionaba de vez en cuando, bajo los efectos de las drogas, a Ethier y a otra chica con un nombre "raro" mientras decía "nunca las encontrarán". Léveillé pasó varios meses en prisión por drogar y abusar sexualmente de una sobrina de Martel, aunque mintió sobre su paradero tras ser puesto en libertad y dijo a Martel que había estado trabajando en la granja de su tío en Alberta. 
Más tarde, un amigo declaró a la policía que, en una ocasión, cuando Léveillé vio a una chica negra desconocida en la ciudad, comentó que tenía afinidad por el "chocolate negro". Steffany Chartrand, hija de Léveillé, ha declarado que era "muy evidente que era un depredador sexual de chicas menores de edad" y que, cuando era adolescente, tenía que ir a ver a sus amigas para asegurarse de que llegaban a casa si él las había llevado. En una entrevista realizada en 2021, Chartrand declaró que seis de sus amigas habían denunciado que Léveillé las había acosado o agredido sexualmente. Al menos una de las chicas a las que Léveillé acosó conocía a otras chicas de las que había abusado antes de sufrir ella misma los abusos.
En una ocasión, hacia el año 2000, Léveillé siguió a una de las amigas de su hija hasta el solárium de su casa y le dijo que le gustaría hacerle experimentar un orgasmo. En esa época, Léveillé se peleó con sus hermanos y al menos uno de ellos le dejó claro que ya no podía estar cerca de su sobrina. Años más tarde, Léveillé fue encarcelado brevemente por agredir sexualmente a una amiga de su hija en el domicilio familiar mientras su hija y su pareja dormían; fue absuelto en el juicio y puesto en libertad. En 2014, Léveillé fue condenado a cumplir una pena de prisión tras declararse culpable de un delito similar, y fue puesto en libertad al cabo de varios meses. El hijastro de Léveillé también declaró que su tío André, que supuestamente estaba con Léveillé el fin de semana de la desaparición de Ethier, había hecho comentarios sexuales sobre una vecina de 12 años a principios de la década de 1990.
En múltiples ocasiones, Léveillé atrajo a chicas adolescentes a una habitación de hotel, a menudo diciéndoles a ellas o a sus familias que necesitaba una canguro para un niño ficticio. Unos diez años después de la desaparición de Ethier, Léveillé atrajo a su hermana menor, Jessie, con un truco similar. El padre de Léveillé había muerto recientemente y ofreció a la menor Ethier trabajar limpiando la casa de su madre esa tarde, pero en lugar de eso la llevó en coche a un hotel a las afueras de New Liskeard y la engatusó para que entrara. 
Léveillé cerró la puerta con llave y consumió una importante cantidad de cocaína mientras se desnudaba y hacía comentarios sexuales hacia Jessie. Durante cuatro horas, Léveillé se sentó alternativamente en la cama y en el jacuzzi de la habitación, mientras Ethier fingía enviar mensajes de texto por teléfono para evitar sus insinuaciones. Jessie tenía previsto encontrarse con su novio sobre las 14:45 horas de ese día, y finalmente convenció a Léveillé para que la dejara marchar en torno a esa hora; ella cortó completamente los lazos con él y con la familia Chartrand tras este incidente, que la convenció de que él podría haber tenido algo que ver en la desaparición de su hermana.

### Identidad equivocada
En 1996, Goulet y su medio hermano Lafreniere abordaron públicamente a dos chicas negras con insultos racistas y las amenazaron con dispararles. De una de ellas, conocida en los medios de comunicación sólo como "Sarah", se decía a menudo que tenía un aspecto muy parecido al de Ethier, hasta el punto de que los lugareños e incluso sus propios familiares solían confundirlas. Sarah compraba ocasionalmente drogas a los hermanos. El viernes 27 de septiembre de 1996, Sarah dijo a un amigo que debía dinero a un traficante local y que temía por su vida, y le dijo que no se sorprendiera si desaparecía durante el fin de semana. También había hablado con la policía antes del incidente, proporcionando información sobre las actividades de un grupo de tres chicos de la zona. Sarah, que por aquel entonces vivía en Pine Avenue, no tuvo conocimiento de la desaparición de Ethier hasta el lunes 30 de septiembre. En ese momento, Sarah (que también se hacía llamar "Sierra") empezó a referirse a sí misma como "Melanie" y a vestirse con ropa similar a la que llevaba Ethier la noche de su desaparición.
Días después del incidente, Sarah dijo a varias personas que había sido Ethier en una bolera de Haileybury. Sarah se trasladó a North Bay en algún momento después de 1998, y aparece en los anuarios escolares de 1997 y 1998, a pesar de un rumor que afirmaba que había abandonado la ciudad semanas después de la desaparición. Posteriormente se trasladó a Vancouver, en la Columbia Británica. Aparte de un mensaje de voz dejado a su madre en febrero de 2020, ha cortado todo contacto con sus amigos y familiares; se desconoce su paradero y situación actuales. Compañeros que estudiaron en la zona en la misma época que Ethier han dudado de que se atentara contra alguien por una deuda, ya que las drogas ilegales que circulaban en aquella época no habrían sido lo bastante caras como para justificar el asesinato de alguien que no podía permitirse pagar lo que debía.
Ethier y Sarah estaban familiarizadas entre sí, y con la única otra chica negra de la ciudad. En una entrevista realizada en 2020, la tercera persona de este grupo rechazó la idea de que Ethier fuera objeto de un crimen de odio racial espontáneo y declaró que no creía que el ataque fuera aleatorio. También sugirió que las amenazas violentas y racistas proferidas contra ella por Robert Goulet y su hermano podrían sugerir que ella era su objetivo esa noche. Dave Bromley, amigo de Ethier, no está de acuerdo en que se pareciera a las otras chicas de la zona y no cree que fuera un error de identidad lo que la llevó a ser el objetivo. En el momento de su desaparición, Ethier llevaba extensiones que le daban una longitud extra al pelo, lo que la distinguía de las otras dos chicas negras de la ciudad que llevaban peinados más cortos.
También se ha sugerido a Melanie Louise Ethier como posible objetivo del atentado. Nacida en 1979, era sólo un año mayor que Melanie Nadia Ethier y ambas estudiaban al mismo tiempo en la École secondaire catholique Sainte-Marie. Tras la desaparición, la policía dijo a Melanie Louise Ethier que creían que ella podría haber sido el objetivo la noche en que desapareció su tocaya. En una entrevista realizada en 2020, Ethier recordó que la policía estaba interesada en su amistad con otro estudiante que salía con Lafreniere y sospechaba que los hermanos podían creer que ella estaba al corriente de sus actividades delictivas.
Además, la madre de Ethier era prima de Louis Gauthier, a quien habían asesinado en abril de 1996.Tras preguntarles por qué confundirían a alguien de estatura, complexión y raza completamente diferentes con ella, la policía dijo a Ethier que los hermanos podrían haber pedido a otra persona que la atacara y que, al saber sólo su nombre y apellidos, esa persona se había equivocado de individuo. Ethier alega que la última vez que habló con Lafreniere fue en un parque cercano a su casa, donde él se comportó de forma ansiosa e insistió en que alguien les estaba vigilando. Ethier le preguntó si creía que había matado a su primo; ella negó cualquier sospecha, pero más tarde declaró que sí creía que estaba implicado tanto en el asesinato de Gauthier como en la desaparición de Melanie Nadia Ethier.
En 2021, la policía declaró que no creía que Ethier hubiera sido atacada porque la hubieran confundido con otra persona.

### Sospechosos locales
También se mantuvo la hipótesis de que unos conductores ebrios hubieran podido matar a Melanie Ethier. Después de mayo de 1996, los bares de Ontario podían permanecer abiertos hasta las 2 de la madrugada, mientras que los de la zona de Quebec lo hacían una hora más, hasta las 3 de la mañana. Testigos que estuvieron en el bar Doc's la noche del 28 al 29 de septiembre de 1996 dieron pistas a los investigadores afirmando que vieron a un cliente en estado de embriaguez salir del bar temprano para llegar a un bar al otro lado de la frontera provincial antes de la última llamada, y que uno de estos conductores podría haber atropellado a Ethier con su coche. En 1999 se inició una búsqueda en la zona al este de New Liskeard a raíz de un chivatazo enviado a la policía en el que se afirmaba que Ethier había sido atropellada por un coche la noche de su desaparición. 
El informante dijo que la persona responsable conducía con el carné suspendido y acababa de salir de la cárcel, y presa del pánico metió el cuerpo de Ethier en su maletero y la enterró en Dawson's Point. Aunque la policía investigó el lugar, no se encontraron restos. En 2000, la policía recuperó materiales del vertedero del municipio de McGarry mientras investigaba un rumor que sugería que un grupo de adolescentes de Virginiatown era responsable de la desaparición de Ethier. En una entrevista de 2021, Dave Bromley (que había estado con Ethier la noche de su desaparición) dijo que creía plausible la teoría de la conducción bajo los efectos del alcohol, pero que no tenía sentido que alguien que salía del bar la acechara y agrediera, ya que la zona entre Doc's y el puente estaba demasiado iluminada y patrullada por la policía.
Varios descuidos clave en la investigación también pueden apuntar a la posibilidad de que un agente de policía o alguien relacionado con el departamento de policía fuera el responsable del crimen, y los consiguientes errores cometidos por los investigadores fueran para encubrir su implicación.
Los grupos supremacistas blancos estaban activos en la zona de Temiskaming en la década de 1990, y la desaparición de Ethier se consideró un probable delito de odio en los primeros días de la investigación. Antes de su desaparición, Ethier era una de las tres únicas chicas negras de New Liskeard; tras su desaparición, las otras chicas fueron puestas bajo vigilancia policial por si eran el siguiente objetivo. En una entrevista para el podcast de investigación The Next Call, uno de los hombres que había estado con Ethier la noche del 28 de septiembre de 1996 describió New Liskeard como una "ciudad discriminatoria... vieja y pueblerina" y recordó casos de acoso homófobo contra un adolescente de la localidad en torno a la época de la desaparición. En otra entrevista para el mismo podcast, la hermana menor de Melanie, Jessie Ethier, describe haber tenido que cambiar a menudo de colegio para huir de los abusos racistas antes de pasar finalmente a la educación en casa, y desde entonces se ha trasladado al sur de Ontario para evitar tener que criar a sus propios hijos en un entorno así.
Según los lugareños, había un conocido lugar de pesca situado bajo el puente de Armstrong Street, accesible por los senderos de la zona. Es posible que algún testigo o sospechoso estuviera pescando luciopercas por la noche en el momento de la desaparición.

### Asalto por parte de amigos
Ninguno de los adolescentes presentes en la residencia de Chatwin la noche de la desaparición de Ethier sigue siendo considerado sospechoso por la policía. Sin embargo, al principio de la investigación, gran parte de las sospechas del público recayeron en los amigos varones que estuvieron presentes la noche del 28 al 29 de septiembre de 1996. La policía tomó declaración por primera vez a los chicos el lunes 30 de septiembre en su instituto, con el vicedirector como único adulto presente. Los rumores sobre su implicación en el misterio afectaron negativamente a la salud mental de los tres chicos. Dos investigadores, el agente de la OPP Kevin Murphy y el detective de la policía de New Liskeard Dwight Thib, hicieron un intento más enérgico de interrogar a dos de los chicos -Jay Denomme y Neil Fortier- más adelante en la investigación, entrando en la casa de los Fortier y acorralando a los adolescentes. 
Durante esta interacción, Denomme telefoneó a su padre, quien le ordenó que no dijera nada hasta que llegara y, a continuación, corrió a la casa, enfrentándose a la policía y advirtiéndoles de que se enfrentarían a las consecuencias si volvían a intentar interrogar a los chicos (que en ese momento aún eran menores) sin la presencia de sus padres. La policía sólo interrogó una vez a Dave Bromley, sentado en la parte trasera de un coche patrulla aparcado en la entrada de la casa de sus padres. De los tres, sólo Fortier tuvo que someterse a la prueba del polígrafo, que superó, aunque los otros dos se ofrecieron voluntarios.
El entonces novio de Ethier, Neil Fortier, declararía más tarde que lo que más lamentaba en la vida era no haberla acompañado a casa aquella noche. También ha declarado que, incluso décadas después, algunos lugareños siguen acusándole de ser el responsable de la desaparición, ya sea por negligencia o por haberla asesinado. Ryan Chatwin, cuya familia vivía en la residencia de Pine Avenue donde Ethier pasó su última noche, también ha declarado que se siente extraordinariamente culpable por no haber tenido la previsión de acompañarla a casa, y su familia también ha expresado su profunda culpabilidad. En una entrevista de 2021, Jay Denomme dijo que todavía piensa en Melanie varias veces a la semana. Aunque no cree que los otros presentes aquella noche estuvieran implicados en lo que le ocurrió a Ethier, Dave Bromley ha declarado que sigue siendo crítico con su decisión de no acompañarla a casa.
Celine Ethier ha declarado en repetidas ocasiones que no culpa a la familia Chatwin ni a los amigos de Melanie de la desaparición de su hija y que no sospecha que estuvieran implicados. La mejor amiga de Melanie en aquel momento declaró en una entrevista en 2021 que cree que las acusaciones vertidas contra los chicos que estuvieron presentes aquella noche son infundadas y que es "injusto" criticarles por no acompañarla a casa, ya que antes de estos sucesos, muchos en la comunidad consideraban que su pueblo era un lugar seguro.
A excepción de Fortier, ninguna otra persona que estuviera presente aquella noche sigue residiendo en la zona de Temiskaming. Otro chico que había salido con Ethier durante algún tiempo antes del verano de 1996 también fue eliminado como sospechoso al principio de la investigación.

### Asalto por un extraño
Los bares de la zona habrían cerrado más o menos a la hora en que Ethier empezó a caminar hacia su casa, por lo que salió a la calle al mismo tiempo que los clientes ebrios del bar. Los testigos describieron a dos mujeres que hacían autostop y fueron vistas fuera del Doc's a las 2:10 horas. La policía las identificó más tarde y las descartó como sospechosas. Como era un sábado por la noche muy concurrido, se había asignado a dos agentes de policía para que vigilaran el bar, pero no observaron ninguna actividad sospechosa; eran los únicos agentes de servicio esa noche.
El fin de semana del 28 y 29 de septiembre de 1996 también se celebraban tres bodas. y posiblemente una pequeña fiesta en otro lugar de la avenida Pine, y alguien que hubiera estado bebiendo en una reunión o que no fuera de la ciudad podría haberse cruzado con Ethier y haber aprovechado la oportunidad para agredirla. La ruta de Ethier también la habría llevado más allá de dos gasolineras, una Esso y una Mr. Gas, ambas probablemente abiertas en el momento en que pasó por allí. 
Amigos de Ethier han declarado que ella probablemente no habría entrado voluntariamente en el coche de un extraño, y sólo habría aceptado un paseo de alguien que conocía, pero si hubiera sido forzada es poco probable que hubiera podido defenderse de un grupo de personas o un adulto. El podcaster David Ridgen ha declarado que cree que una de las teorías más probables es que Ethier fue emboscada por alguien de pie cerca o sentado dentro de un vehículo.
Pete Gilboe, un condecorado agente de conservación del Ministerio de Recursos Naturales y Silvicultura que trabajó en New Liskeard de 2001 a 2020, dijo en una entrevista en 2020 que duda de una teoría popular que sugiere que Ethier fue asesinada por cazadores de Estados Unidos. En la época de la desaparición de Ethier, las únicas temporadas de caza que habrían estado abiertas serían la de caza menor y la del oso, y en la década de 1990 la mayor parte de la caza del oso tenía lugar en primavera y no en los meses de otoño. La temporada de caza menor rara vez atrae a nadie a la comunidad, y los cazadores de caza mayor estarían obligados a alojarse en un coto o en un establecimiento con licencia.
De especial interés para el caso es el vehículo sospechoso que encontraron las dos chicas que estaban con Ethier el día de su desaparición. Samya Benchabi, que había paseado brevemente con el grupo la tarde del 28 de septiembre de 1996, los dejó y regresó a casa después de la puesta de sol, sobre las 19 o 22 horas. Mientras regresaba a su casa con su perro grande, una furgoneta blanca de reparto se detuvo para pedirle indicaciones sobre cómo llegar a una calle de New Liskeard, aunque más tarde Benchabi no pudo recordar por qué calle le habían preguntado. La furgoneta era grande y estaba oxidada, con una puerta lateral corredera y sin ventanas. El lugar donde pararon estaba a unos 100 metros de la residencia de Ethier. Según los informes, el conductor y su acompañante eran hombres de entre 30 y 40 años, ambos desaliñados y al menos uno de ellos vestido sólo con una camiseta interior. La conversación le resultó incómoda, y cuando su perro empezó a ladrar agresivamente al vehículo, Benchabi se negó a darles información y los hombres se marcharon. La furgoneta también fue vista esa noche por un empleado de un videoclub.
La empleada, que era hermana de uno de los amigos varones con los que estaba Ethier, había visto a Melanie ese mismo día e incluso había pagado la película que alquiló el grupo. Un hombre, el conductor o su pasajero, entró en la tienda de alquiler sobre las 22:30 horas y merodeó por los alrededores, ignorando la oferta de la empleada de ayudarle a encontrar lo que buscaba, y se marchó sin decir ni una palabra. Llevaba pantalones de trabajo azules que parecían sin lavar y descoloridos, una camisa blanca sucia y muy amarillenta, y botas de trabajo. Se le describió como una persona de complexión media, con el pelo rubio sucio, de unos 40 años, que medía aproximadamente 1,70 m. Describió la furgoneta como una furgoneta utilitaria blanca "destartalada" sin señalización, y no pudo anotar discretamente el número de matrícula porque estaba aparcada en un lugar oscuro. Cuando el hombre se marchó, la dependienta, que normalmente se iba andando a casa pero se sintió amenazada por el extraño comportamiento del desconocido, llamó a su padre para que la recogiera cuando la tienda cerrara a las 23 horas. La policía no interrogó a la dependienta hasta 2020.
Otro vehículo del que se informó en la zona la noche en que desapareció Ethier era un coche de color claro (blanco, azul claro o gris claro) con techo de vinilo, posiblemente un Cadillac Eldorado, Chevrolet Monte Carlo, Ford Elite, Ford LTD, Ford Tempo, Ford Thunderbird, Mercury Topaz, Oldsmobile 88 u Oldsmobile Cutlass Supreme. de modelo antiguo. El coche fue visto circulando por New Liskeard al anochecer con los faros apagados, comportamiento que los testigos consideraron sospechoso El vehículo fue visto por testigos en el puente de Armstrong Street alrededor de las 2:00 horas. Se desconoce si este vehículo, la furgoneta blanca o el coche que se movía lentamente que encontró el amigo de Ethier en Pine Avenue están relacionados entre sí o con la desaparición. El sargento de policía Dwight Thib declaró en una entrevista en 2020 que no creía que el vehículo estuviera relacionado con el caso.

### Asalto por un asesino en serie
En el momento de la desaparición de Ethier en 1996, hasta tres depredadores en serie conocidos actuaban en la zona de Temiskaming.
Richard Bouillon era un depredador sexual convicto que asesinó a su vecina de 16 años Julie Surprenant en Terrebonne (Quebec), el 15 de noviembre de 1999. Bouillon había sido sospechoso del asesinato de Surprenant tanto por la familia de ésta como por la policía, pero nunca fue detenido y sólo ofreció una confesión en su lecho de muerte en 2006. Bouillon también admitió otros delitos que fueron comunicados a la policía pero no investigados. Como en el caso de Ethier, los restos de Surprenant nunca se han recuperado. La comunidad de Terrebonne está a unas ocho horas en coche de New Liskeard.
Paul Alan Hachey era un delincuente violento reincidente que finalmente fue condenado por tres agresiones sexuales que tuvieron lugar en Edmonton y dos asesinatos que tuvieron lugar en Ontario. Hachey asesinó a Larry Arnold, de 46 años, el 14 de octubre de 1994 y escondió el cadáver de Arnold en un barranco de Rosedale (Toronto), donde permaneció oculto hasta el 19 de noviembre, casi cinco semanas después; y a Sarah Whitehead, de 20 años, el 7 de agosto de 1997, mientras volvía a casa del centro comercial por un sendero de North Bay. Hachey fue detenido en Calgary en diciembre de 1997 por otra agresión sexual. La policía de Sturgeon Falls (Ontario), ciudad natal de Hachey, estableció la conexión entre éste y el asesinato de Sarah Whitehead utilizando ADN recuperado de una colilla de cigarrillo en la escena del crimen en Calgary para vincular a Hachey con el crimen, así como con las agresiones en Edmonton; también confesó el asesinato de Larry Arnold mientras se encontraba bajo custodia policial. Aunque actuaba en la zona, su modus operandi no coincide con los detalles de la desaparición de Ethier y la OPP no lo considera sospechoso.
Michael Wayne McGray era un asesino en serie activo y transitorio en el momento de la desaparición de Ethier. Entre 1985 y 1998, McGray mató al menos a seis chicas de entre 7 y 18 años, y desde entonces ha afirmado ser responsable de once más que aún no se han relacionado con él. Los crímenes confirmados de McGray tuvieron lugar en Dartmouth, Moncton, Montreal, Saint John y Weymouth; pero él afirma que sus crímenes aún por descubrir ocurrieron en lugares más lejanos, como Calgary, Seattle y Vancouver. McGray fue detenido el 1 de marzo de 1998.

## Reacción pública

### Reacción inicial
La comunidad de New Liskeard colaboró activamente en la búsqueda de Melanie y apoyó a la familia Ethier. El 2 de octubre de 1996, tres días después de la desaparición de Melanie, se celebró una misa especial en la iglesia de San Juan Evangelista de New Liskeard, y poco después se celebró otra en la Paroisse Sainte-Croix. Los padres de los niños matriculados en la Garderie Richelieu, la guardería donde trabajaban Celine y Melanie Ethier, empezaron a organizar un fondo fiduciario para la familia Ethier tras la desaparición. El 18 de noviembre de 1996, una vigilia de una docena de personas encabezada por Celine Ethier decoró un árbol cerca de la intersección de Armstrong Street y Whitewood Avenue, en el centro de New Liskeard, justo al sur del puente donde Melanie fue vista por última vez. El 9 de diciembre se celebró otra vigilia, a la que asistieron unas sesenta personas. El árbol, situado detrás de la iglesia parroquial de la Santa Cruz, se adornó con lazos amarillos y fotos de Melanie para sensibilizar a la opinión pública sobre su caso, y durante las fiestas se decoraron otros árboles de forma similar con lazos dorados. Celine Ethier declaró más tarde:

Durante las dos primeras semanas, mi casa parecía un gran funeral, porque la gente me traía comida, flores y regalos. Estuve muy en contacto con la policía, que me mantuvo informada. Yo misma hice pequeñas búsquedas con amigos.

Los directores de las escuelas públicas de New Liskeard, Haileybury y École secondaire catholique Sainte-Michel informaron en octubre de 1996 de que el suceso había suscitado un gran debate sobre la seguridad personal entre los alumnos, pero que el conocimiento público de la desaparición de Ethier no había aumentado el número de padres que llevaban y recogían a sus hijos de la escuela. Por el contrario, las escuelas de las comunidades cercanas de Earlton y Belle Vallee observaron un aumento significativo del número de padres que llevaban y recogían a sus hijos de la escuela.
En noviembre, a un seminario organizado por un agente de la OPP en el instituto Englehart sobre los peligros de que los niños caminen solos asistieron 150 alumnos, muchos más de los 30 que se esperaban. El sargento de policía de New Liskeard, Dwight Thib, señaló que durante unos seis meses a un año eran más los padres que llevaban a sus hijos en coche a los actos escolares, pero que esa preocupación había disminuido a finales de 1997. Algunos adolescentes de la región se ponían trajes parecidos al que Melanie llevaba el 29 de septiembre y caminaban por los bordes de las carreteras y autopistas, lo que llevaba a los lugareños que los veían a dar falsas pistas a la policía.

### Interés continuado
El Centro Canadiense para la Protección de la Infancia ha prestado apoyo a la familia Ethier durante más de 20 años. La Sociedad de Niños Desaparecidos de Canadá ha intentado llamar la atención sobre el caso, citando a Melanie Ethier como un caso de niña desaparecida que aún no había sido localizada y que podría seguir viva después de que las víctimas del secuestrador de niños en serie Ariel Castro fueran encontradas con vida en mayo de 2013.
En 2016, el Comité de Obras Públicas de la ciudad de Temiskaming Shores rechazó una propuesta para instalar un monumento de bronce dedicado a Melanie Ethier en el puente de Armstrong Street.
Aproximadamente 300 manifestantes enmascarados asistieron a un evento "Walk for Awareness: Bring Melanie Ethier Home" el 7 de noviembre de 2020, para concienciar sobre el caso y abogar por un mejor bienestar infantil.

### En redes sociales
Celine Ethier creó una página de Facebook titulada "Let's Work Together to Find Melanie Ethier" el 11 de agosto de 2009 para concienciar sobre el caso de su hija. Ethier ha concentrado su búsqueda de Melanie en Internet, y en 2015 dijo a los periodistas que "creo que Facebook, al ser tan conocido por todo el mundo, va a dar más exposición a Melanie" y "voy a conseguir la pista que necesito para poder encontrarla". Como su madre nunca le reveló directamente ningún detalle sobre la investigación, Jessie Ethier aprendió gran parte de lo que sabe sobre el caso de las interacciones en la página de Facebook. En enero de 2020, la Policía Provincial de Ontario publicó una serie de vídeos sobre casos criminales históricos y sin resolver, incluida la desaparición de Melanie Ethier, entrevistando a su madre Celine Ethier, así como a la sargento detective Lisa Laxton y al inspector detective Rob Matthews de la OPP.
El interés por el caso aumentó en septiembre de 2020 cuando Michael Jolicoeur, un médium, comenzó a publicar vlogs en su canal de YouTube afirmando haber sido contactado por el espíritu de Melanie Ethier.

### Críticas a la policía
Se ha criticado a la policía por el trato injusto que dispensó a los amigos con los que Melanie Ethier pasó el día 28 de septiembre de 1996. Los chicos fueron tratados con dureza por la policía, que en ocasiones los interrogó en la escuela y sin la presencia de sus padres. La amiga de Ethier, que informó de que se había encontrado con un vehículo sospechoso tras salir de la residencia de Pine Avenue, sólo fue interrogada informalmente por los agentes en un aparcamiento.
Michael Andrew Arntfield, profesor de Criminología en la Universidad de Ontario Occidental y exdetective de policía, criticó a la OPP en 2017 y nuevamente en 2020 por ocultar detalles sobre el caso al público, lo que podría comprometer a los informantes u otras personas que podrían no saber que tienen información pertinente que los investigadores desconocen. 
Arntfield también cuestionó la estrategia del gobierno de Ontario de ofrecer una recompensa monetaria por información que resolviera el caso, sugiriendo que los fondos podrían utilizarse mejor incentivando a las personas involucradas en el tráfico de drogas para que se presentaran como informantes. En 2020, los presentadores del podcast de crímenes verdaderos Shedding Light también criticaron la investigación por manejar ineficientemente los recursos e informar de manera inconsistente sobre los hechos relacionados con el caso.
Los editoriales del personal del periódico Temiskaming Speaker criticaron a las fuerzas del orden y al gobierno de Canadá por no ampliar el Banco Nacional de Datos de ADN de Canadá para incluir a las personas desaparecidas y los restos no identificados, lo que podría haber obstaculizado investigaciones como el caso Ethier. Celine Ethier también criticó al gobierno federal por votar en contra de la legislación que ampliaría la base de datos de ADN. En 2019, otro editorial del periódico elogió la aprobación de la Ley de Personas Desaparecidas el 1 de julio de 2019.
El detective de la OPP Bill Deverell ha refutado las críticas de que la policía pasó por alto pistas y no consideró todas las pistas posibles en la investigación.